# Rudarstvo
Rudarstvo je primarna gospodarska dejavnost, ki se ukvarja s odkrivanjem, izkopom in v večji meri predelovanjem rudnin iz Zemeljske skorje, rudninske žile, grebena ali nahajališča. Črpa naravne zaloge rudnin, kovin in zemljin, v širšem smislu pa tudi nafto, zemeljski plin ali geotermalno vodo. Zaloge zajemajo vsa že odkrita nahajališča rud ter rudišča, do katerih pridemo z razvojem tehnologije in tudi neodkrite zaloge kovin, polkovin in dragocenih redkih zemljin. Rude vključujejo tudi premog, poldrage kamne in drage kamne, skrilavec in apnenec, gramoz, glino, kredo ter dimenzijski kamen. Zaloge so v veliki večini neobnovljive, saj je časovni obseg nastanka bistveno daljši od časovnega razpona porabe (rudarjenja, črpanja) zalog. Za snovi, ki jih ne moremo ustvariti v laboratoriju je rudarstvo ključnega pomena. Načini rudarjenja so odvisni od koncentracije rudnine, globine in vrednosti nahajališča. V primeru debelih žil je ekonomično najbolj ugoden rudniški jašek. Če je ruda manjše vrednosti v širokih in debelih koncentracijah blizu površja, izkop poteka v dnevnem kopu. Zlato se ne izkopava v običajnem postopku, ampak se ga izpira na rečnih obrežjih ali v rečnih koritih.
Rudarstvo in izkoriščanje naravnih zalog ima velik vpliv na državno rast in razvoj. Rudninsko bogata ozemlja usmerjajo in nadzorujejo tržne niše in s tem vplivajo na odločitve na svetovni ravni. Slovenija spada med rudninsko revnejše države, zato na svetovnih trgih nima pomembne vloge. Primarni cilj rudarskega plana države je izkoriščanje rudnin in mineralov z pravilom dostopnosti prihodnjim generacijam. Rudarski posegi med in po izvajanju aktivnosti slabo vplivajo na okolje, zato ima večina držav predpise o vplivih rudnikov na okolje. Po zaprtju rudnika je okolje rehabilitirano z zasutjem dnevnega kopa ali vrnjeno v prvotno stanje z gradacijo okolja. Danes se analizirajo tudi že izkoriščena nahajališča o potencialnih zaslužkih, saj so zaradi nizkih stopenj recikliranja nekaterih kovin odlagališča bolj nasičena z kovinami kot izvorni rudniki kovin. V Republiki Sloveniji je gospodarjenje z minerali in rudninami določeno z Državno rudarsko strategijo, ki določa cilje, usmeritve in usklajeno raziskovanje ter rudarjenje surovin.

## Začetki in razvoj rudarstva
Prve datirane oblike rudarstva so se pojavile že v neolitiku. Prvi uporabljeni mineral je bil kremen. Ko so ga razlomili so dobili ostre robove, zato so bili okruški uporabljeni kot noži, strgala ali puščice. Temu priča so potopljeni rudniški jaški kremena na območju Francije in Velike Britanije okrog 8000-3000 pr. n. št. z globino približno 300 m (980 ft). Prazgodovinski človek je uporabljal pigmente, v večji meri malahit in rdeči oker. Začetki uporabe kovin segajo v 9. tisočletje pr. n. št., kjer so v pokrajini Anatoliji tamkajšnji prebivalci so uporabljali obilico bakra za izdelovanje šil, igel, sekir in nakita. Obdelovali so ga z tolčenjem, saj je odkritje segrevanja bakrove rude sledilo šele v 8. tisočletju pr. n. št. Metalurška dejavnost se je razširila šele z odkritjem taljenja rude okrog 6000 pr. n. št.
 
Med kovinami sta bili poleg bakra najprej odkriti srebro in zlato, ki sta bili cenjeni zaradi lepote in redkosti. Bili sta znamenje bogastva in razkošja, pogosto so jih kovali v ingote in v kovance. Med največjimi porabniki zlata so prevladovali Stari Egipčani, ki so obdelovali kovno zlato, niso mu pa dodajali bakra in srebra za večjo trdnost. Rudarjenje zlata na aluvialnih nanosih ob rekah je bilo razmeroma preprost postopek izpiranja zlata iz prsti. Izpiranje ali težko rudarjenje zlatonosne rude so opravljali predvsem sužnji. Ker se zlato pojavlja samo v obliki spojini, so ga prečistili, kljub temu pa so tudi cenili elektrum, zlato z velikim odstotkom srebra. Egipčanski zlatarji so iz zlata naredili izključno nakit oziroma razne ornamente, predvsem posmrtne maske itd. V starem veku so zlato pridobivali na območjih Egipta, Nubije, grških otokih, Dakiji in Španiji. Rudniki so bili plitki, z rovi v dolžino okrog 100 m. V bližini so bile preproste fužine, kjer so rudo talili v nekakšnih lončarskih pečeh. Za končanje fabrikacije kovine so uporabljali kalupe. Baker so v večjih količinah uporabljali šele Babilonci Na območju Orienta so okrog 4000 pr. n. št. izumili bron, ki je bil glavni razlog za razvitje prvih visokih civilizacij na območju Bližnjega Vzhoda in vzhodnega Sredozemlja. Južnoameriška ljudstva so ga odkrila sama. S tem so se pojavili prvi specializirani poklici, npr. rudarji, talilci in kovači. To se je kasneje preneslo tudi v druge obrti.
Najstarejše sledi taljenja in kovanja železa so v razvalinah Alac Hüyüka v severni Anatoliji iz okrog 3000 pr. n. št. Prvi množični izdelovalci železnih izdelkov so bili Hetiti, toda že okrog 1400 pr. n. št. so pripadniki njim podložnega ljudstva Halibov odkrili jeklo. Uporabljali so postopek cementiranja. Razžarjeno železo so segrevali v oglju, ki je tako ogljičil železo, dokler niso dobili jekla. Ogljik je v železo prehajal na podlagi difuzije, kjer je tvoril cementit (Fe3C). Postopki cementiranja so se iz Bližnjega vzhoda razširili tudi v Evropo in Indijo. Tam so okrog 400 pr. n. št. odkrili postopek ulivanja jekla v kalupe pogačaste oblike. Rimljani so to jeklo uvažali in ga napačno poimenovali kitajsko ali serijsko železo.
Nahajališče in pravica do njegovega izkoriščanja je pripadala kralju, prvič mu je bila podeljena na Ronkalskem državnem zboru leta 1158. Kralji so pogosto te pravice prenesli na deželne kneze, ki so proti rudarskemu davku podelili pravico do odkopa posameznim skupinam ali plačnikom. V zgodnjem novem veku so se izoblikovali rudarski cehi zaradi visokega tveganja med izkopavanjem in velike možnosti vdora vode v jamo. Rudarji so po udeležbi prejeli nekakšne delnice, imenovane kuksi. V absolutizmu je potek rudarstva temeljil na uradnikih rudarskih akademij, ki so bili izbrani s strani deželnih gospodarjev. S tem je tudi propadlo skupinsko rudarjenje. Tako so vladarji z rudniki, ki so bili v državni lasti, reševali finance države. Potreba po kapitalu je v času industrijske revolucije spet postavila zasebne družbe, ki so z napredkom tehnologije in izumom parnih strojev močno povečale izkop rudnin tudi v nižje ležečih rudnih nahajališčih.

## Rudarstvo v Sloveniji
Rudarstvo ima na območju Slovenije dolgo tradicijo. Preko antičnih ljudstev, predvsem Grkov, Keltov in Rimljanov, se je rudarstvo razširilo tudi na ozemlje Slovenije. Zaradi  primanjkljaja rudnih zalog so večji rudniki redkost. Večja sta bila rudnik živega srebra v Idriji in rudnik svinca in cinka v Mežici. Zaradi bogatih nahajališč je bilo območje Julijskih Alp strateško pomembno območje okrog 3000 let. Postopki pridelave železa segajo v železno dobo in vrh doseže v antični dobi in srednjem veku. Največje železarsko središče je bilo v Bohinju z zalednimi rudniki železa na Pokljuki, Gorjušu, Vogli in Studorskih planinah.
Prvo pridobivanje na našem ozemlju je omenjeno okrog l. 931 v Zgornji Labotski dolini. V 11. stoletje pa segajo prve uporabe železarskih talilnih peči. Jeseniški rudarji  so z pomočjo Ortenburžanov začeli z premogovništvom, kar je veljalo za začetke uporabe premoga v industrijske namene. Leta 1490 so v Idriji odkrili živo srebro. V 17. stoletju so začeli kopati galenit ter v 19. stoletju se je pojavila povečana izkoriščenost premogovnikov. V 90. letih prejšnjega stol. so se rudniki na Slovenskem zaradi izčrpanosti rudnih nahajališč zapirali. Največji premogovniki lignita so bili na območju Trbovelj, Hrastnika in Zagorja ter v Velenju. Pojavili so se zaradi velike potrebe in porabe premoga v obdobju industrijske revolucije. Danes obratuje samo še rudnik v Velenju.
Naš rudnik je globok in redko se bo tujec spustil do dna, ker je treba po lestvi kakih sto sežnjev navpično navzdol v štirioglati luknji, ki je približno 4 čevlje široka. ... Ponekod vidiš pravi samorodni merkur ali tako imenovano samorodno živo srebro (namreč čisto), ki se tako rekoč iz zemlje znoji.
— Janez Vajkard Valvasor, Slava Vojvodine Kranjske